# Carlo Steeb

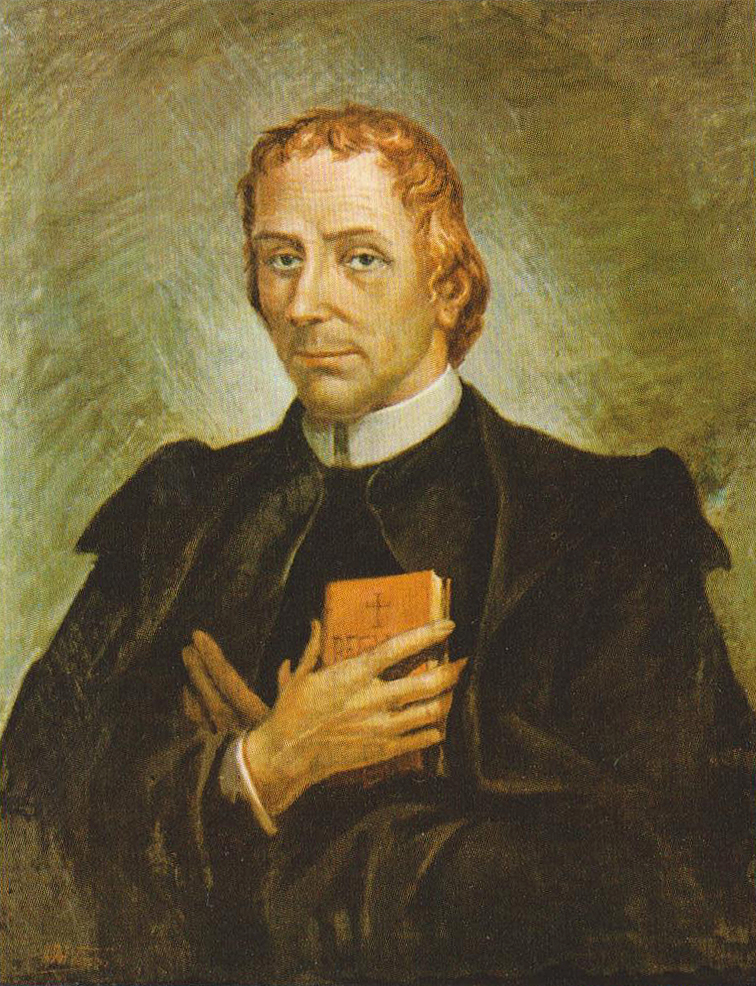
Carlo Steeb (Ölbildnis von Aronne Del Vecchio, 1820)

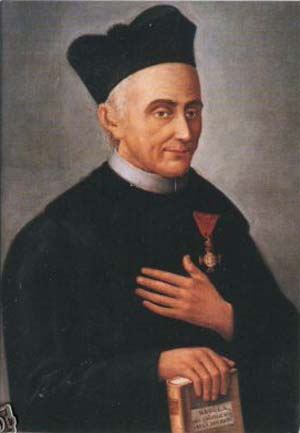
Carlo Steeb (Altersbildnis)

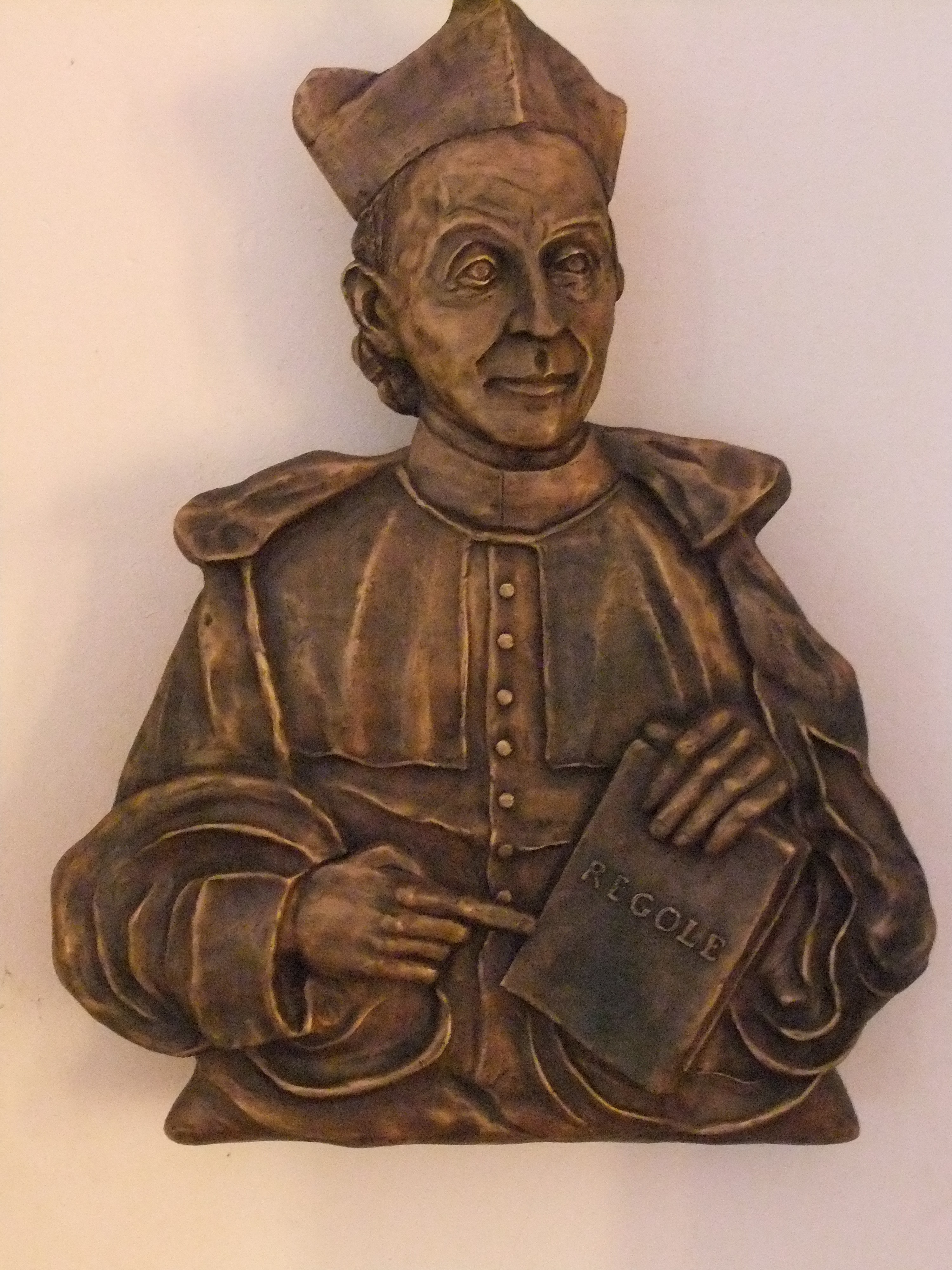
Carlo Steeb (Bronzeminiatur in der Michaelskirche in Tübingen)

Carlo Steeb (* 18. Dezember 1773 in Tübingen als Johannes Heinrich Karl Steeb; † 15. Dezember 1856 in Verona) war ein deutscher katholischer Priester, der im oberitalienischen Verona tätig war. Er ist der Gründer der „Barmherzigen Schwestern von Verona“ und wird von der römisch-katholischen Kirche als Seliger verehrt.

## Leben
Karl Steeb wuchs als Sohn des wohlhabenden Wollhändlers und Wirts des Gasthofs „Zum Lamm“, Johann Heinrich Steeb, im pietistisch geprägten Tübingen auf. Nach dem Besuch der Schola anatolica, der damaligen Tübinger Lateinschule, sandte ihn sein Vater zum Erlernen von Sprachen und internationaler Geschäftspraxis 1789 nach Paris und 1792 nach Verona. Vom geistlichen Leben in Verona angezogen, konvertierte er dort noch im September des gleichen Jahres zum Katholizismus und studierte daraufhin katholische Theologie. Seither führte er die italianisierte Namensform „Carlo“. 1796 wurde Steeb in Verona zum Priester geweiht. Seine streng evangelische Familie brach den Kontakt zu ihm ab; ihr Vermögen fiel nach dem Tod seiner Schwester Wilhelmine später dennoch an ihn.
In Verona lehrte er am Priesterseminar, war Seelsorger in den Armenvierteln und wandte sich besonders Kranken und Gefangenen zu. Jahrelang war das habsburgische Oberitalien damals ein Schauplatz des Ersten Koalitionskrieges, an dem der Krieg zwischen Napoleon und Österreich ausgetragen wurde. Steeb war achtzehn Jahre lang in Lazaretten tätig und erwarb sich einen Ruf als besonders verständnisvoller Beichtvater, Seelsorger, Ratgeber und Übersetzer für Soldaten jeder Herkunft. Steeb kümmerte sich auch um Waisenhäuser und unterrichtete Kinder und Jugendliche in verschiedenen Schulen. Er war Leiter der 1796 von Pietro Leonardi gegründeten Bruderschaft „Evangelica fratellanza dei preti e laici spedalieri“.
An Typhus erkrankt, machte er bereits sein Testament, sein geistlicher Beistand soll ihm damals aber vorhergesagt haben, dass Gott noch mehr mit ihm vorhabe – was Steeb als Zeichen auffasste, seine wohltätigen Werke auszubauen und dauerhaft zu organisieren. 1840 gründete er gemeinsam mit Schwester Vincenza Poloni (bürgerlich Luigia Poloni), deren Beichtvater er war, das Ordensinstitut der „Schwestern der Barmherzigkeit“ („Istituto Sorelle della Misericordia di Verona“) zur Unterstützung seines karitativen Wirkens. Der im Volksmund auch als „Veroneser Schwestern“ bekannt gewordene Orden wuchs schon bald über Verona hinaus. Im Jahre 2015 war der Orden mit 764 Schwestern in Europa, Lateinamerika und Afrika tätig.
1856 starb Steeb im Alter von 83 Jahren – zu diesem Zeitpunkt stand er als „Samariter von Verona“ schon im Ruf, das Leben eines Heiligen geführt zu haben. Die Vollendung des Kirchenbaus des Ordens in Verona erlebte er noch; in dieser Kirche liegt er begraben.

## Verehrung
Carlo Steeb wurde am 6. Juli 1975 von Papst Paul VI. seliggesprochen. Sein Gedenktag ist der 15. Dezember. Nach ihm sind weltweit viele soziale Einrichtungen des von ihm gegründeten Ordensinstituts benannt. Unter anderem tragen Kirchen in Verona und Stuttgart seinen Namen.